# Rasm al-Ahmar (Ukajribat)
Rasm al-Ahmar (arab. رسم الأحمر) – wieś w Syrii, w muhafazie Hama. W 2004 roku liczyła 493 mieszkańców.